# Phallaceae
Phallaceae is een botanische naam voor een familie van schimmels. Leden van de familie worden ook wel aangeduid als de stinkzwammen. Alle soorten zijn makkelijk te herkennen aan de doordringende geur, die onder meer aasvliegen aanlokt.

## Kenmerken
Stinkzwammen zijn gassteroïden; hebben sporen die zich in de vruchtlichamen ontwikkelen. De vruchtlichamen komen voort uit gelatineuze, bolvormige of eivormige structuren, zogenaamde duivelseieren, die geheel of gedeeltelijk in de grond zijn begraven. De peridia, de buitenste schil van het duivelsei, is witpaars of roodachtig van kleur en bestaat uit twee of drie lagen. De buitenste laag is dun, vliezig en elastisch, terwijl de binnenste laag dik, gelatineus en stevig van structuur is.
Het vruchtbare deel van de schimmel bevindt zich vaak aan het uiteinde van een vlezige of sponsachtige steel, die cilindrisch, stervormig of roostervormig kan zijn. De sporenmassa (gleba) is olijfgroen, gelatineus, bij de meeste soorten onwelriekend en lost na verloop van tijd op.
De basidia zijn smal, knotsvormig of spoelvormig, van korte duur en bestaan uit vier tot acht sterigmata. De sporen zijn meestal elliptisch of cilindrisch van vorm, hyaliene of lichtbruin, glad, min of meer gladwandig en hebben een stompe basis.

## Geslachten
In de Index Fungorum telt de familie 59 geslachten. Deze zijn hieronder weergegeven:
| - Alboffiella - Anthurus - Aporophallus - Aseroë - Aseroë rubra - Aserophallus - Blumenavia - Calathiscus - Calvarula - Clathrus - Clathrus archeri - Clathrus columnatus - Clathrus ruber - Clautriavia | - Colonnaria - Colus - Corynites - Cryptophallus - Cynophallus - Desmaturus - Dictyobole - Dictyopeplos - Dictyophallus - Dictyophora - Dycticia - Echinophallus - Endophallus - Floccomutinus - Foetidaria - Hymenophallus - Ileodictyon - Ileodictyon cibarium - Ileodictyon gracile - Itajahya - Ithyphallus | - Jansia - Kalchbrennera - Kirchbaumia - Kobayasia - Kupsura - Laternea - Leiophallus - Ligiella - Linderia - Linderiella - Lloydia - Lysurus - Morellus - Mutinus - Mycopharus - Neolysurus - Omphalophallus | - Phalloidastrum - Phallus - Phallus hadriani - Phallus impudicus - Phallus rubicundus - Protuberella - Pseudoclathrus - Pseudocolus - Schizmaturus - Simblum - Staheliomyces - Staurophallus - Stephanophallus - Xylophallus |

## Foto's

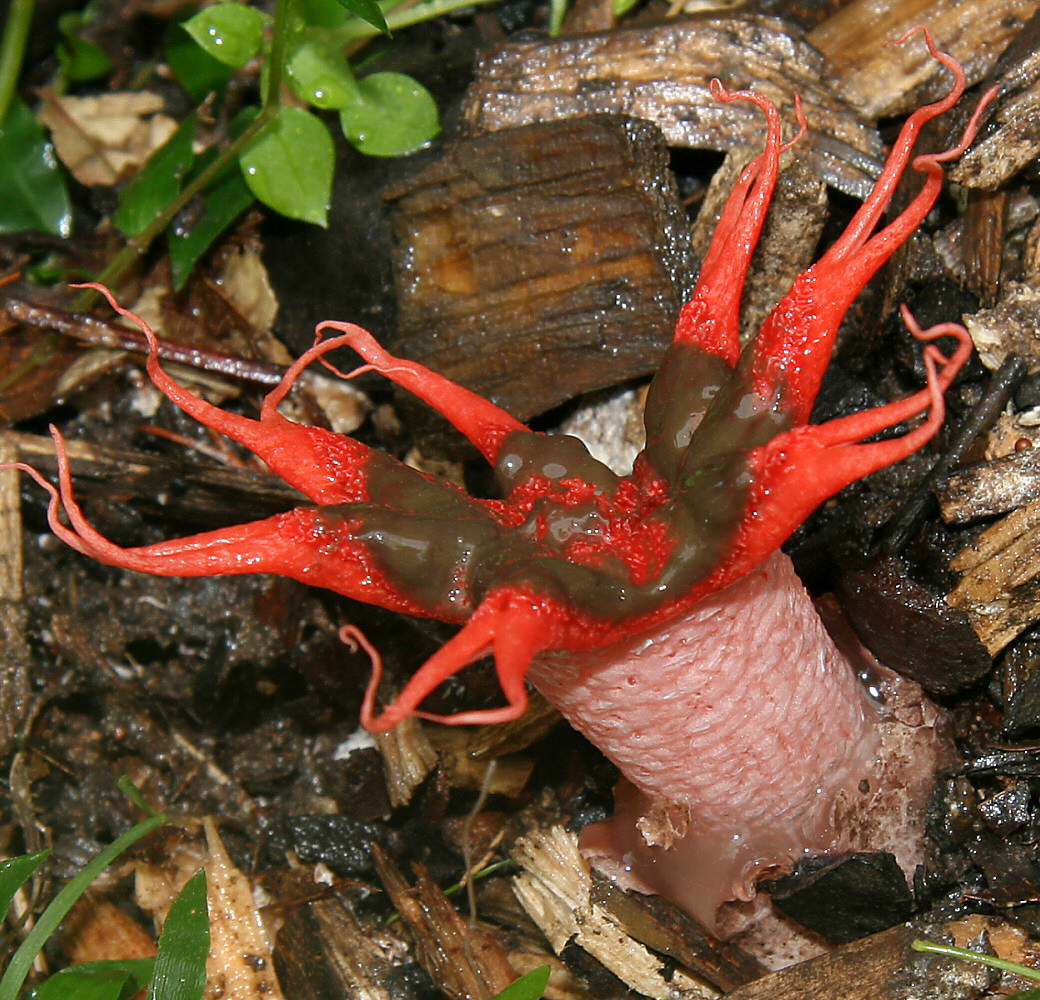
Aseroë rubra
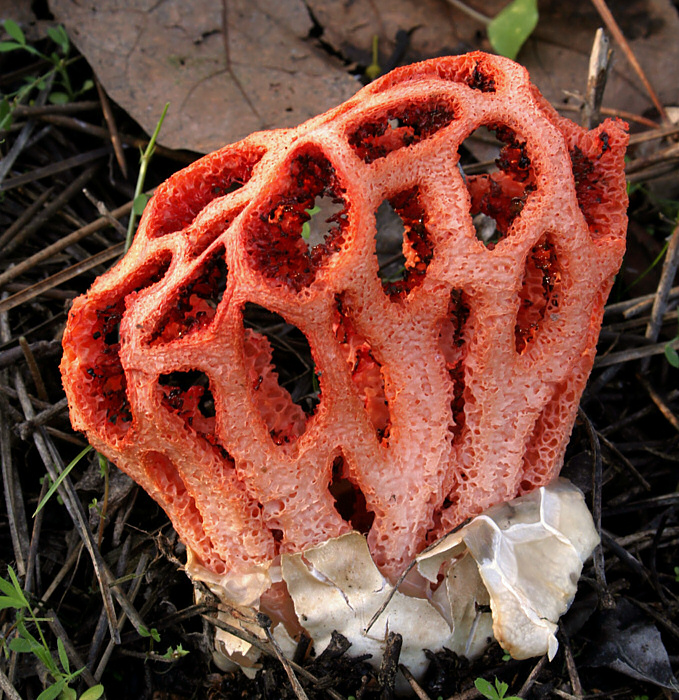
Clathrus ruber
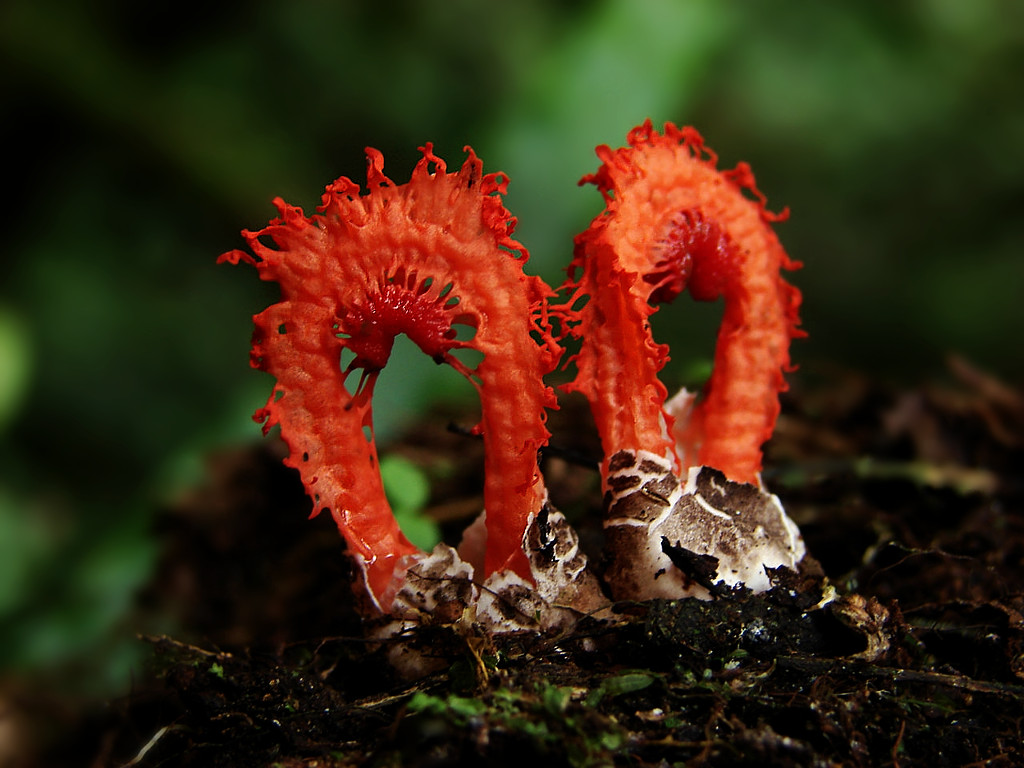
Laternea pusilla
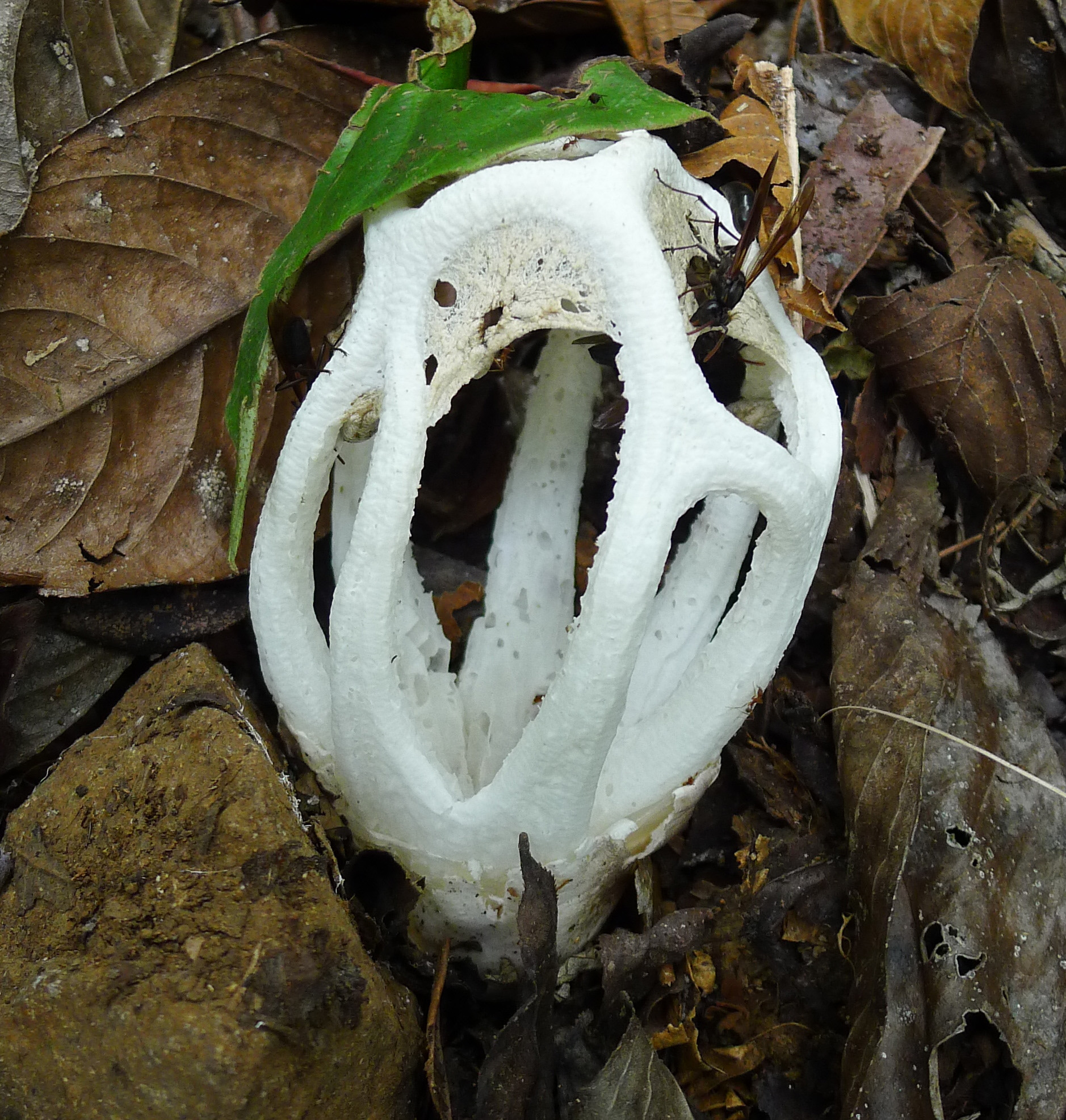
Ligiella rodrigueziana
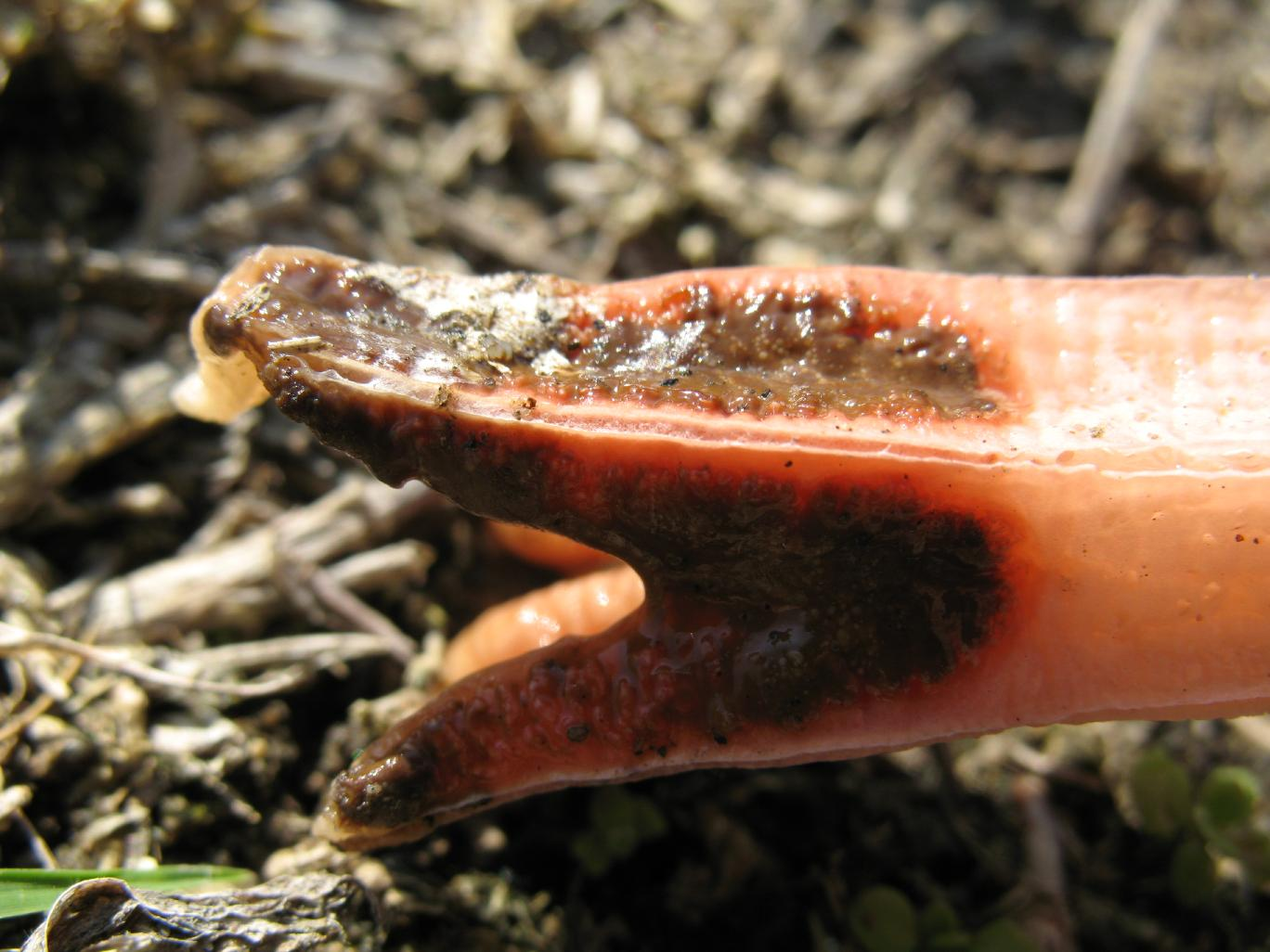
Lysurus mokusin
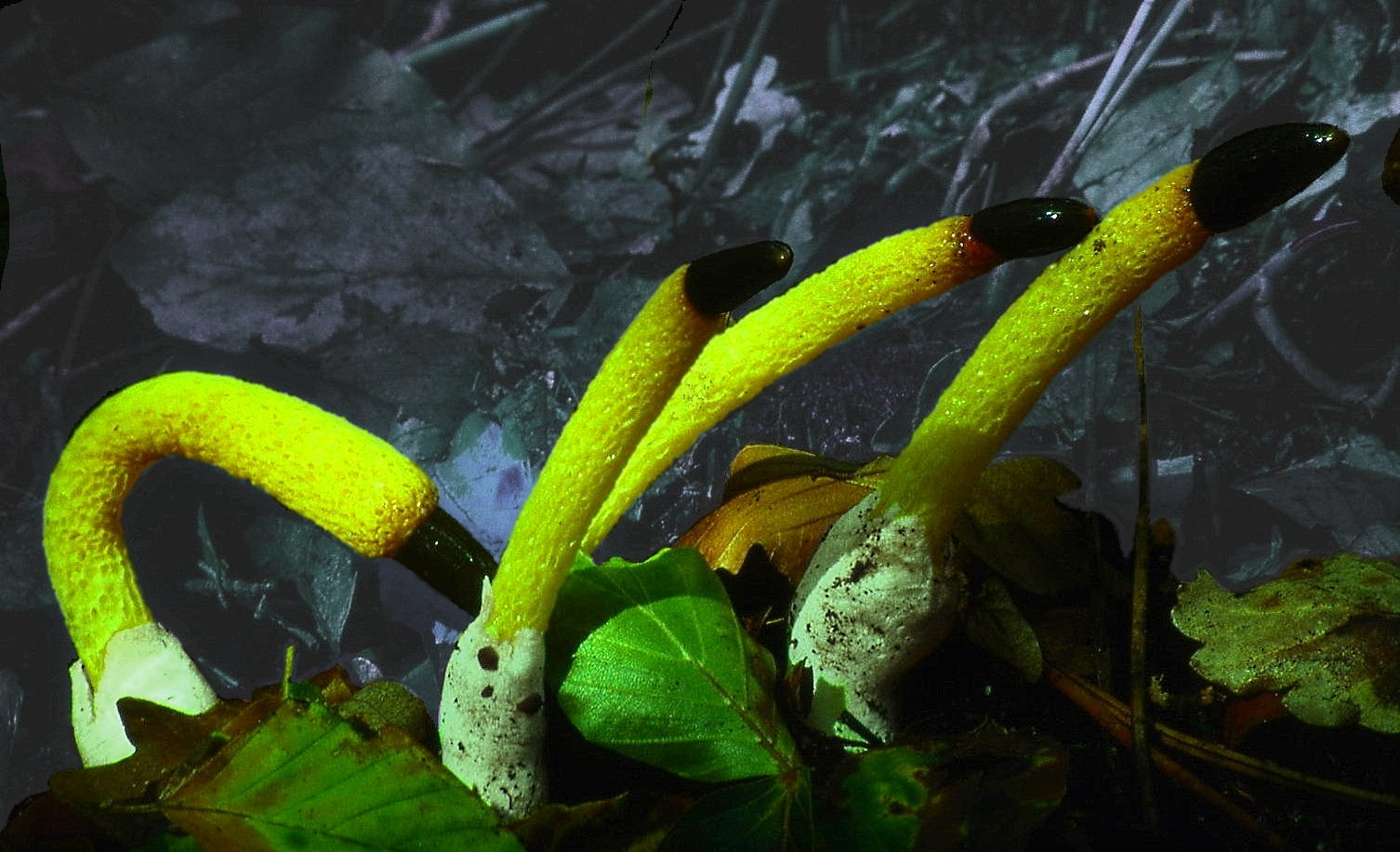
Mutinus caninus